# کانون تمدن و فرهنگ

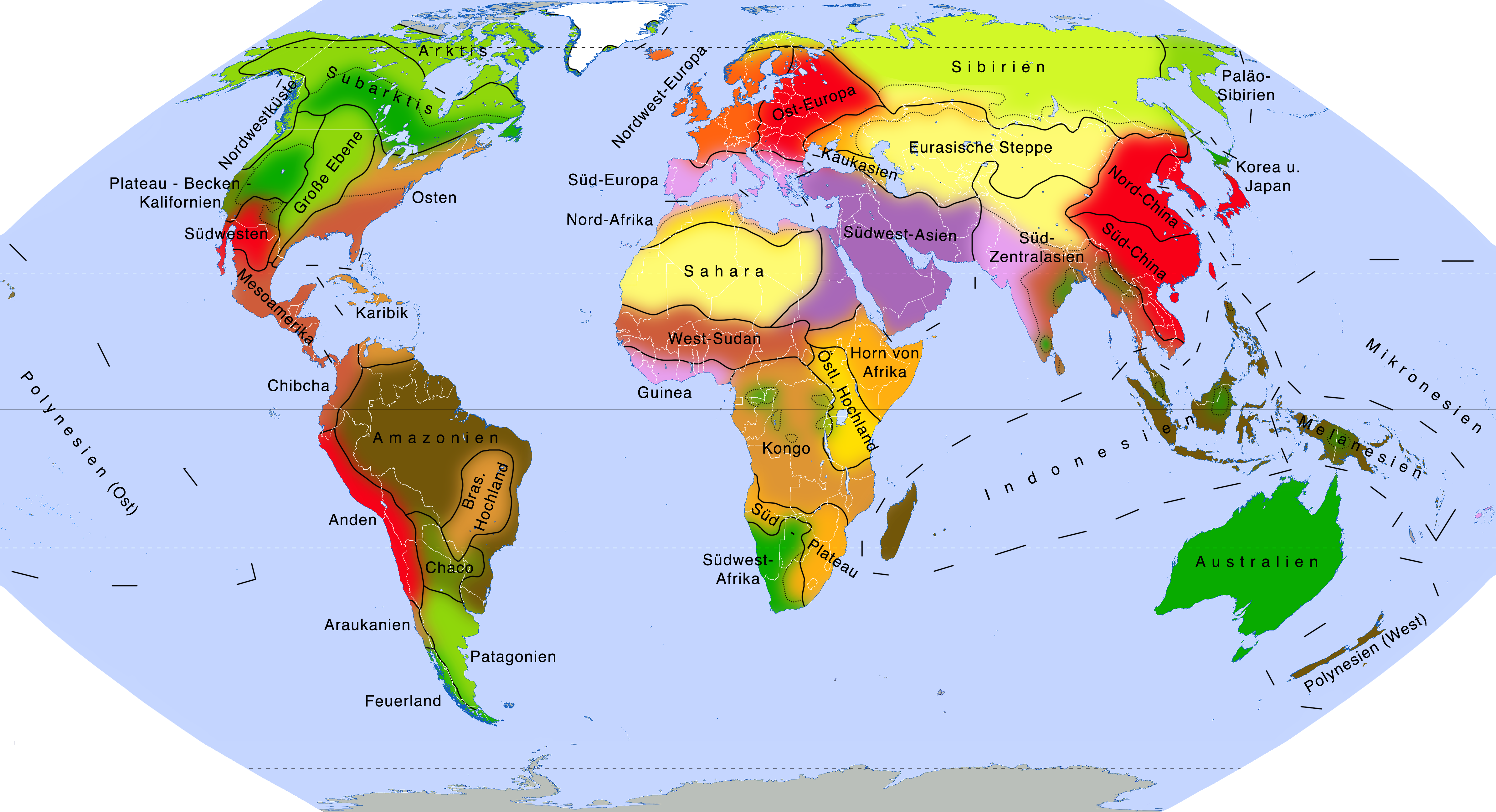
کانون‌های تمدن و فرهنگ بر نقشه جهان

کانون تمدن و فرهنگ یا پهنه فرهنگی (به انگلیسی: Cultural area)؛ در انسان‌شناسی و جغرافیا، اشاره به یک منطقهٔ فرهنگی، کانون‌های فرهنگی، یا فرهنگ (آداب و رسوم) منطقه‌ای در یک منطقهٔ جغرافیایی با یک فعالیت انسانی نسبتاً همگن یا پیچیدگیِ ویژهِ «فرهنگِ» انجامِ فعالیت‌ها در آنجا گفته می‌شود. این‌ها اغلب به همراه یک زبان-فرهنگِ گروهی و قلمروی که دارندگان آن فرهنگ در آن زندگی می‌کنند است. فرهنگ‌های خاص اغلب پوشش جغرافیایی خود را به مرزهای یک دولت ملی، یا به تقسیم‌بندی‌های دولت-ملتی (کشور) به یک دولت، یا به پیش‌شاخه‌های قوم خود محدود نمی‌کنند. «حوزه‌های نفوذ» فرهنگی همچنین ممکن است با هم در اصطکاک باشند یا در یک‌دیگر تداخل داشته، یا تشکیل ساختارهای متحدالمرکز کلان‌فرهنگ‌ها، بر دیگر فرهنگ‌های محلیِ کوچکتر تأثیرگذار باشند. مرزبندی‌های گوناگون دیگری نیز ممکن است بسته به جنبه‌های بخصوصی از علاقه‌ها، مانند دین و فرهنگ عامه در مقابل لباس و معماری، ونیز در مقابل زبان کشیده شود.